# Roberto Cayol
Roberto Lino Cayol (Buenos Aires, Argentina; 23 de septiembre de 1887 - Buenos Aires, Argentina; 29 de junio de 1927) fue un periodista, empresario teatral y comediógrafo que realizó innumerables actividades en el Teatro Maipo.

## Biografía
Fue uno de los fundadores de la Primera Sociedad de Autores, la Sociedad Argentina de Autores Dramáticos y Líricos, y su labor gremial lo llevó a desempeñarse como vicepresidente de la misma entre 1913 y 1917.
Fundó en su juventud la revista Cabos Sueltos para ser después redactor del diario El Tiempo y más tarde de El País y Última Hora -donde publicó sus Cayolerías-. También colaboró en Caras y Caretas, El Hogar y La Novela Semanal.
En 1909 fue galardonado con los dos primeros premios en un concurso de obras teatrales organizado por Última Hora con El Anzuelo y La buena mentira y las piezas fueron estrenadas en el Teatro Apolo por Pablo Podestá.
Roberto Cayol fue un prolífico empresario y director teatral que, durante los años 20 y 30 del pasado siglo, creó numerosos espectáculos revisteriles, en su mayoría junto a Humberto Cairo, que dieron lugar al surgimiento de grandes figuras que dejaron su huella en la historia argentina como las primeras vedettes Tita Merello, Celia Gamez, Gloria Guzmán, Carmen Lamas, Iris Marga, Dora Gález y Amanda Fanelli. Otras figuras muy recurridas en sus obras fueron el músico Arturo De Bassi, Raúl de los Hoyos y los actores César Fiaschi, Florencio Parravicini, Elías Alippi y Pepe Arias. Es considerado junto con otros como José González Castillo, Alberto Novión y Luis Bayón Herrera uno de los pioneros de los famosos sainetes de la época.
Fue un comediógrafo estudioso y observador, cuya probidad literaria y honradez de pensamiento estuvieron fuera de discusión. El lenguaje que puso en boca de sus personajes, fue siempre elegante y pulido. Sus géneros teatrales abarcaron sainete, comedia, drama y revista. Entre sus obras se destacan:
- El anzuelo (1909)
- La buena mentira
- El jardín de la vida
- El caburé
- La eterna prosa
- Calor de siesta
- El festín de los lobos
- Los Ilustres Gatos
- El alma del tango
- Una broma de Arlequín
- La ronda del mal
- La aventura 103
- El camarín de Bermúdez
- Donde las dan las toman
- Los espantajos
- El debut de la piba (1916)
- La casa de los Morales
- El tren de las 5.20
- La cena de los gaviones
- Los bailes de la Famosa (1917)
- La rueda de los inútiles
- El terror de Florida
- Pompas de jabón
- Todo por un peso
- Las jaulas de oro
- Los garbanzos
- La nube
- La muerta de aquella noche
- La escuela de los audaces
- ¿Qué hacés de noche?
- El barrio de los faroles
- Plus Ultra
- 'París llega
- La Señora Caburesa
- El barómetro
- La mala estrella
- La perra vida
- Don Juan Malevo
- La ciudad incrédula
- La chica de la guantería
- Sin multa
- La comedia de hoy
- Brulote a la pasarela
- Las luces del centro
- La casa donde no entró el amor
- El último cartucho
- Así da gusto (1924)
- Pepita de oro (1924)
- Buenos Aires en Harrods (1925)
- ¡De punta a punta! (1925)
- Las alegres chicas del Maipo (1925)
- Me gustan todas (1925)
- Abajo los hombres (1925)
- Labios pintados (1926)
- Lo que gusta a las mujeres (1926)
- En el Maipo no hace frío (1926)
- ¡Viva la revista! (1926)
- Una hora de locura (1926)[6][7]

También escribió la letra de algunos tangos para sus obras y los que más popularidad tuvieron fueron El caburé (sobre una música previa de Arturo De Bassi, Gil a Cuadros, también con música de De Bassi; Anoche a las dos y Noches de Colón musicalizados por Raúl de los Hoyos, y Viejo rincón, sobre la música del tango Moulin Rouge -nombre de un prostíbulo de Ensenada-; estos tres tangos así como una versión suya del famoso Valencia de José Padilla  fueron grabados por Carlos Gardel.

## Fallecimiento
Roberto Lino Cayol que se había retirado de la dirección artística, falleció el 29 de junio de 1927 tras una larga enfermedad. Sus restos descansan en el Panteón de actores del cementerio de la Chacarita. Tenía 40 años.